# Epitel
Epitel er en gruppe højt specialiserede celler, der beklæder alle kroppens ydre og indre overflader; desuden dannes alle kroppens kirtler af epitel. Ved exokrine kirtler vokser en celleklump ind fra overfladen og udvider sig dybere ind, idet forbindelsen til overfladen bliver bevaret, så kirtlen kan udskille sit produkt – fx spyt. Hos de endokrine kirtler – de hormonproducerende – forsvinder udførselsgangen, og kirtlen udskiller sit produkt til blodet.

## Oprindelse
Epitel nedstammer fra alle tre kimblade – ektoderm, mesoderm og endoderm